# Црногорски НОП одред за операције у Санџаку
Црногорски народноослободилачки партизански (НОП) одред за операције у Санџаку (Црногорско-санџачки НОП одред) формиран је 15. новембра 1941. године на саветовању Главног штаба НОП одреда Црне Горе и Боке, одржаном у селу Гостиљу, код Подгорице. Саветовањем је руководио, новоизабрани командант Главног штаба и делегат Врховног штаба НОПОЈ-а и ЦК КПЈ, Иван Милутиновић. На саветовању је извршена реорганизација партизанских јединица у Црној Гори и у складу са одлуком Врховног штаба формиран Црногорски НОП одред за операције у Санџаку, који је имао задатак да се упути у Санџак у сусрет партизанским јединицама које су се повлачиле из Србије.

## Састав Одреда
Главни штаб НОП одреда Црне Горе и Боке издао је детаљну наредбу о формирању батаљона, о броју батаљона и бораца у сваком батаљону, о наоружању, командном саставу, о начину прикупљању одреда, као и о правцу његовог кретања. Тада је именован и Штаб одреда, у саставу: Арсо Јовановић, командант, Бајо Секулић, политички комесар, Радован Вукановић, заменик команданта, Бошко Ђуричковић, заменик политичког комесара.
Црногорски НОП одред за операције у Санџаку сачињавало је девет новоформираних батаљона, са територије читаве Црне Горе, који су међусобно били удаљени и нису се познавали.
- Ловћенски батаљон, јачине 341 борац, формиран је од дела бораца Ловћенског НОП одреда и од бораца из цетињског и барског среза.
- Од Зетског НОП одреда формирана су два батаљона - Зетски, јачине 453 и „18. октобар“, јачине 405 бораца.
- Батаљон „Бијели Павле“, јачине 480 бораца, формиран из састава истоименог Одреда.
- Батаљон „Пеко Павловић“, јачине 506 бораца, формиран од бораца са територије никшићког среза.
- Батаљони Ускочко-дробњачки, Језеро-шарански и „Бајо Пивљанин“, укупне јачине 864 бораца, формирани су од бораца са територије шавничког среза и од дела бораца Дурмиторског НОП одреда.
- Комски батаљон, јачине 641 борац, формиран је од дела бораца Комског НОП одреда и од бораца колашинског, беранског и андријевичког среза.

Укупна јачина Одреда била је 3.690 бораца са 2.907 пушака, 70 пушкомитраљеза, 14 митраљеза, 6 минобацача, једним топом, 300 пиштоља, 1.748 бомби и око 235.000 метака.

## Прикупљање батаљона
Главни штаб НОП одреда Црне Горе и Боке издао је заповест за покрет батаљона Црногорског НОП одреда у правцу Пљеваља. Најудаљенији Ловћенски батаљон отпочео је покрет 19. новембра из села Ораси правцем Загора-Фруток-Творило-Радовача, одакле је заједно са Зетским батаљоном и батаљоном „Бијели Павле“ извршио покрет преко Жупе никшићке, висоравни Крново и Шавника и до 26. новембра избио на Његовуђе близу Жабљака. Код Шавника им се придружио и батаљон „Пеко Павловић“ из никшићког среза, а у рејону Његовуђа батаљон "18. октобар“ и делови Комског батаљона.
Покретом ове групе батаљона руководио је заменик политичког комесара Бошко Ђуричковић. До 26. новембра увече све јединице Црногорског НОП одреда за операције у Санџаку биле су прикупљене у рејону Његовуђа, на око 60 километра од Пљеваља.
У току ноћи 27/28. новембра, батаљони су прешли реку Тару, преко моста код села Ђурђевића Таре. По преласку реке, одред је опет наставио покрет према Пљевљима марширајући у две колоне. Источна колона јачине пет батаљона стигла је у село Маоче, док је западна колона јачине четири батаљона стигла у село Глибаће. У овим селима Одред је преданио у току 29, а наредне ноћи 29/30. новембра источна колона се пребацила у рејон села Адровићи, а западна колона у села Горња и Доња Буковица, у непосредној близини Пљеваља.

## Напад на Пљевља
Док су се Црногорски НОП одред прикупљао у рејону Пљеваља, командант Арсо Јовановић и политички комесар Бајо Секулић, били су на извиђању око Пљеваља и одлучили да се прво изврши наређење Главног штаба о нападу на Пљевља, па тек онда наређење Врховног штаба о пребацивању у Санџак. Штаб Црногорског НОП одреда је 27. новембра 1941. године издао заповест о нападу на Пљевља.
Према плану Штаба одреда напад је требало да буде у три колоне. Источну нападну колону су сачињавали Комски и Језеро-шарански батаљон, а команду над овом колоном имали су командант и политички комсар одреда Арсо Јовановић и Бајо Секулић. Посебну нападну колону чинио је батаљон "Пеко Павловић", под командом заменика команданта одреда Радована Вукановића. Западну нападну колону чинили су Ловћенски батаљон, батаљон „Бијели Павле“, Зетски батаљон и Ускочко-дробњачки батаљон, а команду је имао заменик политичког комесара Бошко Ђуричковић.
Батаљони „18. октобар“ и „Бајо Пивљанин“ упућени су на прилаз Пљевљима у случају интервенције италијанских снага из Пријепоља, Прибоја, Рудог и Чајнича.
Напад је почео у зору 1. децембра, а тешке борбе су вођене у центру града, код гимназије, дома здравља, основне школе, муслиманског гробља, на брду Стражици и у околини касарне. Услед јаког италијанског отпора, већи део партизанских снага је био приморан да се повуче, а један део снага је остао у граду, пружајући силовит отпор, све до следеће ноћи, када су се под борбом и на јуриш пробио из града.
Одред је имао 218 мртвих и 269 рањених бораца, а велики број бораца, њих око 2.500, се деморалисао и вратио кући.
После овог напада одред је спао на свега 700 бораца који су 21. децембра, подељени на два батаљона, ушли у састав Прве пролетерске ударне бригаде.

## Народни хероји Црногорског НОП одреда
Борци Црногорског НОП одреда за операције у Санџаку одликовани Оредном народног хероја:
- Крсто Бајић
- Саво Бурић
- Петар Војводић
- Богдан Вујошевић
- Зарија Вујошевић
- Радован Вукановић
- Војислав Грујић
- Бошко Ђуричковић
- Василије Ђуровић Вако
- Батрић Жугић
- Петар Јовићевић
- Јово Капичић
- Вук Кнежевић
- Ђуро Лончаревић
- Мирко Нововић
- Душан Обрадовић
- Блажо Попивода
- Милан Распоповић
- Бајо Секулић
- Перо Ћетковић